# Монтекатини Алто
Монтекатини Алто је насеље у Италији у округу Пистоја, региону Тоскана.
Према процени из 2011. у насељу је живело 435 становника. Насеље се налази на надморској висини од 245 м.